# Alta Vášová
Alta Vášová (Nagyszőlős, 1939. május 27. –) szlovák tudományos-fantasztikus író, filmek, tévéjátékok, színházi előadások, rádiójátékok forgatókönyvírója, dramaturgja. Ismert gyermekkönyvek szerzőjeként is. 

## Élete
A pozsonyi felsőoktatási intézményben matematika–fizika tanszéken tanult. 1960-ban szerzett diplomát, 1968-ig tanárként dolgozott. Később dramaturg és forgatókönyvíró a szlovák Kolibai Filmstúdióban és a csehországi Barrandov Studióban. Egy ideig takarítóként és idegenvezetőként dolgozott a cseh Zvíkov várában. 1968 és 1973 között a Szlovák Televízió dramaturgja. A munkahelye elvesztése utáni normalizáció idején irodalmi tevékenységet folytatott, jelenleg Pozsonyban él.
Első férje Dimitrij Jurkovič építész volt, fiaik: Iľja és Dušan. A második férje Peter Zajac irodalomtudós, gyermekeik: Marek és Matúš.

## Munkássága
Első munkái különféle folyóiratokban jelentek meg (Mladá tvorba, Romboid, Slovenské pohľady). Prózai műveket, filmet, színházi, televíziós és rádiós forgatókönyveket írt. Felnőtteknek, gyermekek és fiatalok számára egyaránt alkotott civilizációs, ökológiai, életrajzi és tudományos témában. Visszatérést keresett abba az értékrendbe, mely fontosnak tartja az ember és a természet közötti kapcsolatot. A műveiben megfigyelhető a partnerek között kialakuló empátia és érzékenység, valamint a felnőttek világának a gyermekek világával való együttműködés.

## Művei

### Próza
- Zaznamenávanie neprávd (1970) A hazugságok feljegyzése
- Miesto, čas, príčina (kísérleti prózakönyv, 1972) Hely, idő, ok
- Po (regény, 1979) Azután[6]
- V záhradách (sci-fi regény, 1982) Kertekben
- Sviatok neviniatok (novellák, 1992) Az ártatlanság ünnepe
- Úlety (önéletrajzi naplóbejegyzések, 1995) Repülés
- Osudia (novellagyűjtemény, 1995) Sors
- Natesno (novellák, 1997) Szorításban
- Ostrovy nepamäti (2008) Emlékezet-szigetek

### Próza gyermekek és fiatalok számára
- Veľkáčky (regény, 1978) Nagyocskák
- Blíženci z Gemini (1981) Gemini Ikrek
- 7,5 stupňa Celzia (1984) 7,5 Celsius fok
- Niekto ako ja (kisregény, 1988) Valaki olyan, mint én
- Pán Puch (1991) Puch úr
- Lelka zo sekretára (1992)

### Forgatókönyvek
- Román o base (1969) Regény a nagybőgőről
- Sladké hry minulého leta (1970) A múlt nyár édes játékai
- Peniaze alebo život (1975) Pénz vagy élet
- Cyrano z predmestia, libreto k divadelnému muzikálu (1977) Cyrano a külvárosban, librettó színházi zenéhez
- Ako lístie jedného stromu (1979) Mint egy fa levelei
- Odveta (1979) Megtorlás
- Neberte nám princeznú (1981) Ne vedd el a hercegnőnket
- Niekto ako ja (1988) Valaki olyan, mint én

## Magyarul
- Szorításban (Kalligram Kiadó, Pozsony, 1999, fordította: Görözdi Judit) ISBN 8071493007
- Božena meg én – Huszadik századi szlovák novellák[7] (Noran Libro, Budapest, 2016) ISBN 9786155513725

## Díjai, elismerései
- Andrej Kiska elnök által adományozott a Ľudovít Štúr-díj (2018. január 1.)

## Fordítás
- Ez a szócikk részben vagy egészben  az   Alta Vášová című szlovák Wikipédia-szócikk ezen változatának fordításán alapul.  Az eredeti cikk szerkesztőit annak laptörténete sorolja fel. Ez a jelzés csupán a megfogalmazás eredetét és a szerzői jogokat jelzi, nem szolgál a cikkben szereplő információk forrásmegjelöléseként.